# Maladera besucheti
Maladera besucheti är en skalbaggsart som beskrevs av Baraud 1990. Maladera besucheti ingår i släktet Maladera och familjen Melolonthidae. Inga underarter finns listade i Catalogue of Life.